# منتخب التشيك لهوكي الحقل للرجال
منتخب التشيك الوطني لهوكي الحقل للرجال هو ممثل التشيك الرسمي في المنافسات الدولية في هوكي الحقل .